# Kiti (Chipre)
Kiti (en griego: Κίτι; en turco: Çite) es un pueblo en el Distrito de Lárnaca de Chipre, situado a 12 km al suroeste de Lárnaca.

## Clima
El clima en esta zona es descrito por la Clasificación climática de Köppen como "seco verano subtropical" a menudo referido como "Clima Mediterráneo" y abreviado como CSA.